# Сухотинка (Тамбовская область)
Сухоти́нка — село в Знаменском районе Тамбовской области России. Является административным центром Сухотинского сельсовета.

## География
Село расположено в центральной части Тамбовской области в 30 км от Тамбова на берегу реки Нару-Тамбов.

## История
В документах ревизии 1745 года о селе Сухотинка записано: «Новопоселенное сельцо Знаменское помещика, отставного вахмистра Александра Иванова сына Сухотина, переведенные из Тамбовского уезда, из села Коптева дворовые люди и крестьяне…». Всего дворовых людей и крепостных крестьян насчитывалось 48 душ. В документах, относящихся к 1782 году «Знаменское, Сухотино тож» уже называется селом. Тогда в нём было 63 дома крепостных крестьян помещика Гаврилы Сухотина (274 человека мужского пола).
По переписи 1862 года приводятся следующие данные: «с. Знаменское (Сухотинка) при реке Нару-Тамбов, на расстоянии 30 вёрст от Тамбова, 62 двора. Мужских душ — 328, женских −353. Церковь православная, два конных завода, одна мельница».
В годы Первой Русской революции среди крестьян села вспыхивают волнения, но после подавления они быстро проходят. Главный смутьян, Николай Петрович Алексеев, в 1905 г. был арестован и 4 года ходил по так называемому «волчьему билету».
В 1911 году село насчитывало 163 двора с населением мужского пола — 578, женского — 525. Школа земская и церковно-приходская.
В 1917 году помещик Тадеосов сбежал от воинствующих крестьян, которые разграбили его имение и распределили между собой.
Первыми большевиками были: Пётр Денисович Мягков, Александр Павлович Ильин, Пётр Васильевич Ильин, Иван Михайлович Иванов и Николай Петрович Алексеев. Первыми комсомольцами: Иван Дмитриевич Дубышкин, Михаил Лазарев. «Красными партизанами» были Алексей Лукьянович Дубышкин и Иван Васильевич Ильин. Они воевали в Гражданскую войну против Антонова, были в бою под Кузьмино-Гать, где проходил Рейд Мамантова, шедший на Мичуринск. Во время Тамбовского восстания зелёные шли через Сухотинку, ограбив там сельхозхозйственную колонию, забрав там скот и уехали обратно в Коптево. 
В 1920 был образован Сухотинский сельсовет, который входил в Богородицко Княжевскую волость Тамбовской губернии до мая 1928 года.
По данным Всесоюзной переписи населения 1926 года в Сухотинке насчитывалось: 252 домохозяйства с населением мужского пола — 564, женского — 582. Всего 1146 жителей.
Сухотинский сельсовет с двумя колхозами: «8-е июля» (с. Сухотинка); «Кооператор» (с. Царёвка) вошёл в состав Тамбовского района Тамбовской области в 1937 году.
Совхоз «Сухотинский» был организован в 1921 г. на базе усадьбы помещика Тадеосова «Красно-Ивановский» (ныне Сампурский район). Числилось за ним 600 га земель, направление до 1930 года — семеноводство луговых трав. Для увеличения посевных площадей выкорчевывали леса. Вся тяжесть организаторской деятельности с начала образования хозяйства легла на его руководителя (с 1925 по 1941) Неудахина Сергея Тихоновича.
В 1930 хозяйство сменило направление своей деятельности на овоще-молочное, с земельной площадью 1321 га и дойным стадом в 300 коров. Через четыре года появился первый трактор. А вскоре в хозяйство поступило ещё несколько гусеничных тракторов и автомашин.
Великая Отечественная война остановила строительство производственных помещений, объектов социальной сферы в центральной части села Сухотинка, остановила развитие всей экономики. С территории Сухотинского сельсовета ушли на фронт более 700 человек, которые воевали на различных фронтах Великой Отечественной. В 1984 году был поставлен памятник.

## Население
| 2010 |
| ---- |
| 875  |